# Credo/Ossessioni
Credo/Ossessioni è un singolo pubblicato da Mia Martini il 10 febbraio 1972 dalla RCA Italiana.

## La canzone
Il brano fu inviato alla commissione selezionatrice per l'ammissione in gara al Festival di Sanremo 1972, ma venne scartato. In seguito a ciò, Mia Martini decise di lasciare la RCA, etichetta che l'aveva messa sotto contratto l'anno prima, seguendo il suo impresario Alberigo Crocetta presso la casa discografica milanese Ricordi, dove poi incise subito Piccolo uomo, che la consacrò al grande pubblico. Il 45 giri di Credo venne stampato la prima volta a febbraio, ma dopo la bocciatura del brano alla kermesse sanremese ne fu bloccata la distribuzione. Subito dopo il successo ottenuto dall'artista con Piccolo uomo, a novembre dello stesso anno la RCA si decise a pubblicare il singolo inizialmente edito in decine di copie, limitandosi comunque a stamparlo a bassissima tiratura, e ovviamente senza alcuna promozione.
Ossessioni è una cover del brano Taking Off di Nina Hart, già pubblicato nell'album Oltre la collina.

## Tracce
Lato A
1. Credo – 4:35 (testo: Franco Migliacci – musica: Claudio Mattone)

Lato B
1. Ossessioni (Taking off) – 3:01 (testo: Antonello De Sanctis – musica: Nina Hart)